# Forêt nationale de Roraima
La forêt nationale de Roraima (portugais : Floresta Nacional de Roraima) est une forêt nationale brésilienne. Elle se situe dans la région Nord, dans l'État du Roraima.
Le parc fut créé en 1989 et couvre une superficie de 167 268,74 hectares.
Il s'étend sur le territoire de la municipalité de Boa Vista.